# Рамазанов, Сиражудин Чунчулавович
Сиражудин Чунчулавович Рамазанов (также: Серажутдин Рамазанов, род. 1 апреля 1956 года) — бывший премьер-министр самопровозглашённого Исламского государства Дагестан (с 10 августа 1999 по сентябрь 1999), образованного в результате вторжения чеченских моджахедов в Дагестан в 1999 году. Сложил оружие в 2004, получил 7 лет лишения свободы условно.

## Биография
Сиражудин Рамазанов родился в 1956 году в селе Кудали Гунибского района Дагестана. По национальности аварец. Примерно в начале 1990-х годов был директором автобазы в Каспийске.
В середине 1990-х годов Рамазанов стал одним из лидеров радикального исламского движения ваххабитов в Дагестане. Был главой исламского культурно-религиозного центра «Аль-Исламия». Входил в состав созданных в течение 1998 года исламистских организаций: Конгресса народов Ичкерии и Дагестана, лидерами которого были Шамиль Басаев и Мовлади Удугов, и Исламской шуры Дагестана.
После вторжения ваххабитов на территорию Дагестана Исламская шура Дагестана 10 августа 1999 года распространила «Декларацию о восстановлении Исламского государства Дагестан» и «Постановление в связи с оккупацией Государства Дагестан». Шура объявила Государственный совет РД низложенным и сформировала Исламское правительство, главой которого стал Рамазанов. После изгнания ваххабитов с территории Дагестана в начале сентября 1999 года Исламское правительство фактически перестало существовать.
C 30 августа 1999 года Рамазанов находился в федеральном и международном розыске. В 2004 году он сдался федеральным властям, раскаялся и был приговорён к семи годам лишения свободы условно.